# Branko Tanazević
Branko Tanazević (en serbe cyrillique : Бранко Таназевић ; né en 1876 à Čakovo dans le Banat et mort en 1945 à Belgrade) était un architecte serbe ; son œuvre mêle l'architecture Art nouveau et le style serbo-byzantin.

## Biographie et œuvres

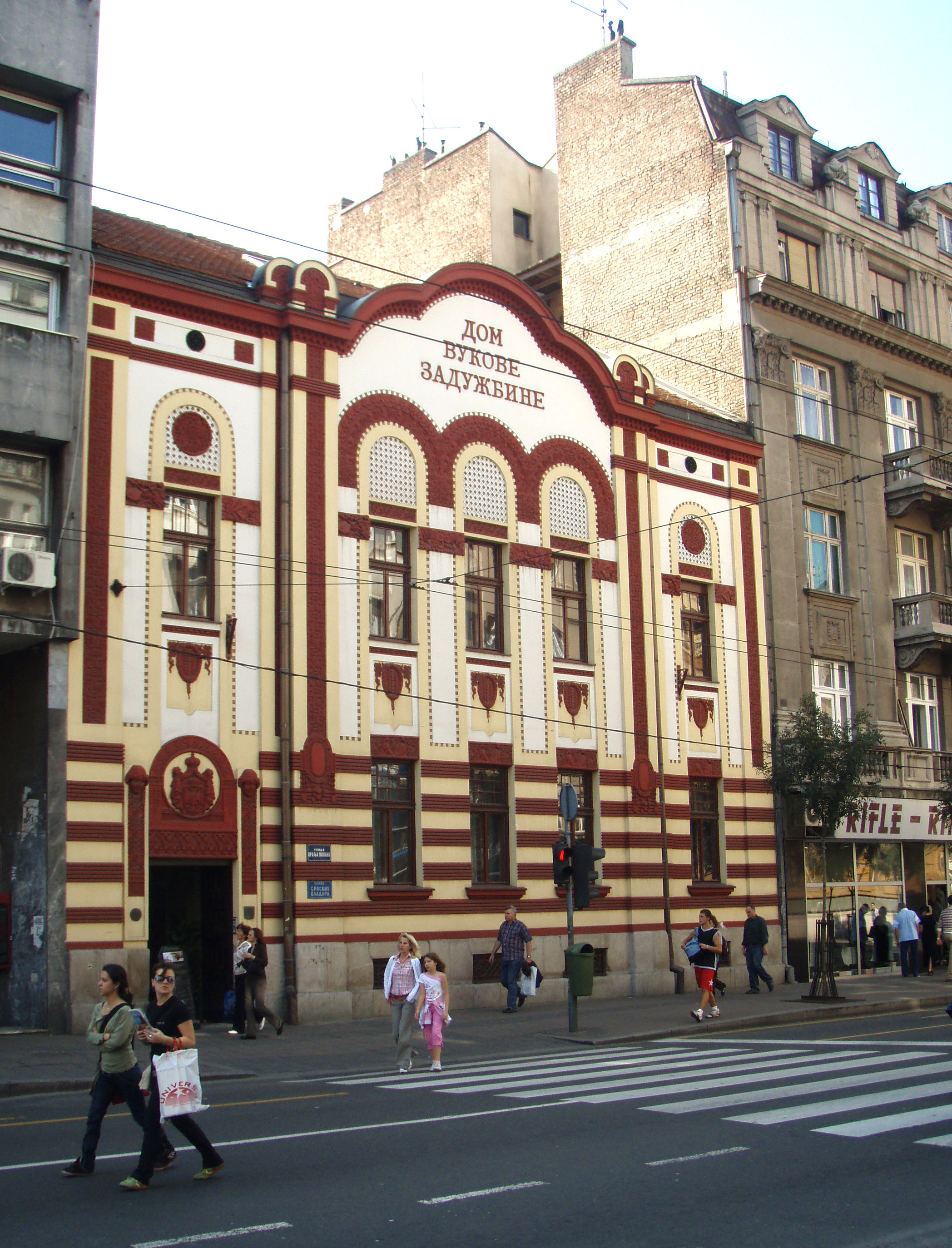
Le bâtiment du ministère de l'Éducation (aujourd'hui Fondation Vuk)

Branko Tanazević est considéré comme le représentant le plus éminent de l'architecture nationale serbe dans les premières décennies du XXe siècle, trouvant son inspiration dans les constructions populaires profanes, notamment celles de la région de la Morava.
Il a commencé à écrire dans des revues professionnelles, avant de travailler avec le peintre et décorateur Dragutin Inkiostri Medenjak (1866-1942), l'idéologue principal du mouvement architectural national Renaissance. En revanche, son style fut le plus souvent qualifié de moderne.

## Œuvres

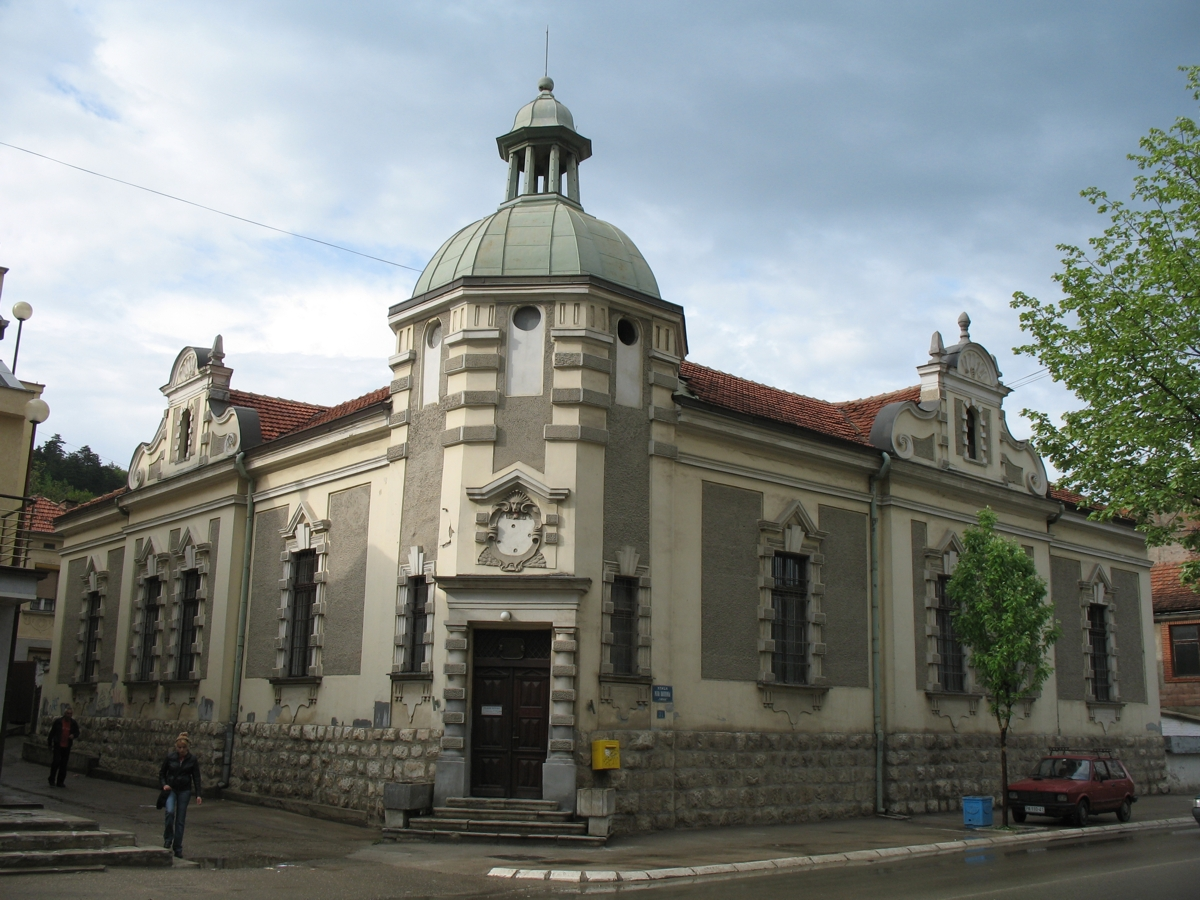
L'ancienne poste de Prokuplje (aujourd'hui Musée national)

- la maison de Dragomir Arambašić (20 rue Gospodar Jevremova), Belgrade, 1906, caractéristique du mélange de l'Art nouveau et du style serbo-byzantin ; la demeure est classée[1].
- l'Ancien central téléphonique de Belgrade (47 rue Kosovska), 1908, qui mêle les styles traditionnels et modernes ; le bâtiment est classé parmi les monuments culturels de grande importance de la république de Serbie[2] et figure sur la liste des biens protégés de la ville de Belgrade[3].
- la maison de Radisav Jovanović (5 rue Stevana Sremca), à Belgrade, 1910 ; elle est caractéristique du mélange d'Art nouveau et du style serbo-byzantin ; la demeure est classée[4].
- le bâtiment du ministère de l'Éducation (2 rue Kralja Milana) à Belgrade, 1912-1913 ; ce bâtiment abrite aujourd'hui la Fondation Vuk ; Branko Tanazević a effectué des modifications importantes sur la façade de cet édifice conçu au départ par Aleksandar Bugarski ; le bâtiment est lui aussi classé[5],[6].
- l'ancienne poste de Prokuplje, qui abrite aujourd'hui le musée national de la ville, 1912[7].
- la maison des frères Nikolić (située 11 rue Njegoševa à Belgrade, 1912-1914), a servi de résidence aux frères Jovan et Maksim Nikolić ; elle constitue l'un des rares exemples subsistants de l'architecture serbo-byzantine dans la capitale serbe ; elle est inscrite sur la liste des biens culturels de la ville de Belgrade[8].
- le bâtiment de la faculté technique de Belgrade, construit entre 1925 et 1931 en collaboration avec Nikola Nestorović, est aujourd'hui classé[9].

Branko Tanazević est, en collaboration avec Milorad Ruvidić, l'auteur de l'iconostase de l'église de la Transfiguration de Pančevo.

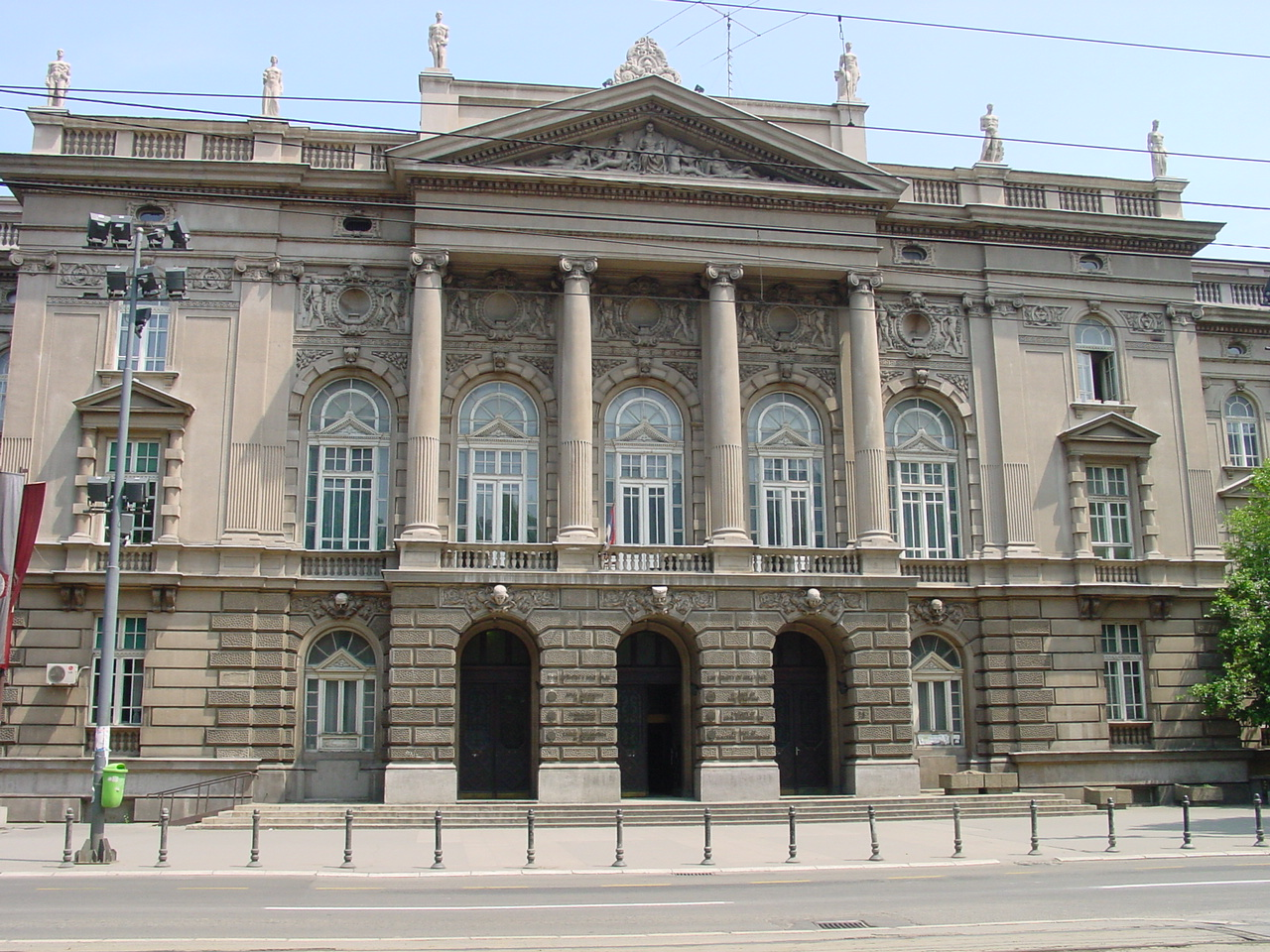
Le bâtiment de la faculté technique de Belgrade, 1925-1931